# Гвалиор
Гвалиор је град у Индији у држави Мадја Прадеш. Према незваничним резултатима пописа 2011. у граду је живело 1.053.505 становника. Налази се на стратешкој локацији у Гирд региону северне Индије, па су град и тврђава били центар неколико историјских краљевина. У центру града се налази тврђава Гвалиор.
Постоји неколико хинду храмова из 11. века. Џаинисти су оставили у Гвалиору читав низ пећина и скулптура од камена, које су направљене у камену и има их готово стотину. Све то је направљено током једног кратког периода (1441. до 1474). Један од колосалних кипова је висок 17 m. Храм џанаиста користи се као џамија. Један други храм „Телика Мандир“ био је посвећен Вишну, али је претворен у храм од Шиве.
Палата Ман Синга (1486—1516) је интересантан пример хинду архитектуре. Једна палата је томе додана 1516, а могулски цареви су додали још две палате. Тиме је била направљена група неједнаких палата. Унутар једне се налазила једна чувена Барадари дворана, са ступовима високим 15 m.

## Становништво
Према незваничним резултатима пописа, у граду је 2011. живело 1.053.505 становника.
| 1991.   | 2001.   | 2011.     |
| ------- | ------- | --------- |
| 690.765 | 827.026 | 1.053.505 |